# Hilma af Klint
Hilma af Klint (rikssvenskt uttal: [ˈɑːv ˈklɪnːt]), född 26 oktober 1862 på Karlbergs slott i Solna församling, Stockholms län, död 21 oktober 1944 i Danderyd, Stockholms län, var en svensk målare, teosof och pionjär inom abstrakt måleri.
af Klints systematiska målningar kan sägas vara ”visuella representationer av komplexa filosofiska idéer och andliga begrepp”. af Klint är en av de konstnärer som först långt efter sin död uppmärksammats och fått erkännande.
af Klints liv har filmatiserats i dokumentärfilmen Bortom det synliga (2019) och i dramafilmen Hilma (2022). Den senare regisserades av Lasse Hallström, och i filmen gestaltas af Klints person av Tora Hallström och Lena Olin.

## Bakgrund

### Familj och uppväxt
Hilma af Klint föddes den 26 oktober 1862 på Karlbergs slott. Hon var dotter till kommendören Fredrik af Klint och Andrietta Mathilda, född Sontag, samt sondotter till viceamiralen och sjökartografen Gustaf af Klint. Hon växte upp i en familj av sjöofficerare och kartografer, och tillhörde ätten af Klint. Hon tillbringade sommarmånaderna på gården Hanmora på Adelsö i Mälaren under sina barndomsår.
Hon visade tidigt upp konstnärliga talanger.

### Utbildning
1880 börjar hon studera vid Tekniska skolan (nuvarande Konstfack) och utbildar sig i porträttmåleri under Kerstin Cardon. Under perioden 1882–1887 studerade hon vid Konstakademien i Stockholm. I slutet på 1800-talet var det ovanligt för kvinnor i Sverige att utbilda sig på de högre utbildningarna. Konstakademien hade accepterat de första kvinnliga studenterna år 1849, och där öppnades den så kallade ”Fruntimmersavdelningen” för 18 kvinnliga elever år 1864.
af Klint avslutade sina studier med goda betyg, och fick som stipendium tillgång till en ateljé i det så kallade ”Ateljébyggnaden”, som Kungl. Konstakademin ägde på Hamngatan 5, i korsningen mellan Hamngatan och Kungsträdgården.

## Spiritism

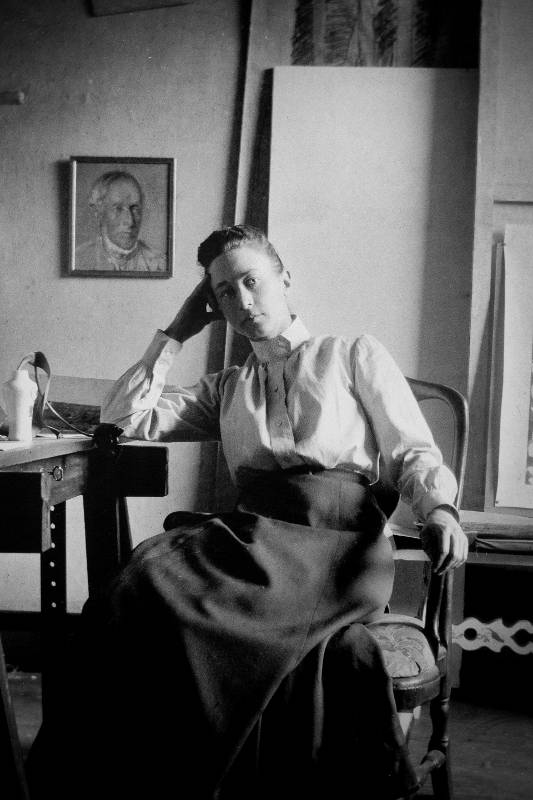
af Klint i sin ateljé, ca 1895.

År 1879 började af Klint vid 17 års ålder delta i spiritistiska seanser. Tre år senare (1882) drog hon sig dock ur rörelsen, eftersom hon bedömde att den inte var helt seriös.[källa behövs] Hilma af Klints andliga sökande gjorde att hon sökte sig till ett flertal filosofiska riktningar. Hon gick med i det Teosofiska Samfundet redan vid dess grundande i Sverige 1889, och var dessutom senare nominerad som tilltänkt ordförande. Hilma af Klint deltog i teosofernas världskongress i Stockholm 1913. Hon finns även med i anteckningarna hos Rosenkreutzarna. Under 1896–1897 var hon medlem i Edelweissförbundet.
Tillsammans med fyra andra medlemmar gick hon ur Edelweissförbundet och bildade gruppen De Fem. Medlemmarna var Anna Cassel, Cornelia Cederberg, Mathilda Nilsson och Sigrid Hedman. Under perioden 1896–1907 träffades de för spiritistiska sammankomster över vilka de förde anteckningar i sammanlagt åtta böcker. De läste och studerade Nya Testamentet med påföljande seanser där Sigrid Hedman kanaliserade andar och gruppens medlemmar utförde olika övningar, exempelvis automatisk teckning. Det ingick i hennes andlighet att äta vegetariskt, studera teosofi och meditera. Denna tioårsperiod blev för Hilma af Klint en förberedelseperiod för hennes senare andligt baserade måleri, och resulterade i att hon under år 1906 målade sin första abstrakta serie med 26 målningar. År 1907 upplöstes gruppen De Fem, men Hilma af Klint samlade andra kvinnor runt sig vilka hjälpte henne med utförandet av de abstrakta tavlorna. Bland dessa känner vi idag till Anna Cassel, Gusten Andersson, frk Henström, Helene Westerberg, Inga Jehander, Alma Arnell, Lotten Rönquist, Sigrid Lancén och Thomasine Andersson. Den senare var sjuksköterska åt Hilma af Klints sjuka mor, och de två kvinnorna kom att stå varandra mycket nära för resten av livet. Från och med 1906 ägnade sig Hilma af Klint åt abstrakt/andligt måleri fram till sin bortgång 1944.

### Steiner och teosofi
1917 tog Hilma af Klint sin nya ateljé på Munsö i bruk. Den uppfördes invid hennes sommarhus ”Furuheim” på Bona fideikommiss. 1918 flyttade Hilma af Klint till Furuheim med sin mor. Efter att modern avlidit 1920, flyttade Hilma af Klint till Helsingborg över vinterhalvåret. Hon delade nu våning med moderns sjuksköterska Thomasine Andersson. Hilma af Klint och Thomasine Andersson kom att bli oskiljaktiga vänner livet ut. De båda vistades årligen i Dornach i Schweiz mellan åren 1920 och 1930, där Hilma af Klint i de antroposofiska arkiven förgäves sökte svar på betydelsen av sina verk Målningar till Templet.[källa behövs]
Där träffade hon åter Rudolf Steiner. Hilma af Klint och Rudolf Steiner hade mötts för första gången 1908, när han var på besök i Stockholm. Rudolf Steiner hade då besökt Hilma af Klint i hennes ateljé och fått se de första serierna av Målningarna till Templet. Noterbart är att huvuddelen av dessa målningar alltså målades drygt fem år innan antroposofin grundades. Rudolf Steiner (år 1908 fortfarande teosof) var dock icke förmögen att tolka målningarna, tvärtom ställde han sig tvivlande till hennes måleri och nämnde att ingen under de kommande 50 åren skulle komma att förstå dem.
Rudolf Steiner hade grundat det Antroposofiska Sällskapet 1913 i Stuttgart. Goetheanum i Dornach är alltsedan 1913 antroposofernas internationella högsäte. Där hade Rudolf Steiner under sju år redigerat Goethes färglära, vilken Hilma af Klint var mycket intresserad av.
I Hilma af Klints målningar under perioden 1906–1920 återfinns inga impulser från Rudolf Steiner.[källa behövs] Efter att hon studerat Goethes färglära, började Hilma af Klint från 1921 dock måla i ”flytande färger”, vilken därefter blev hennes måleriform livet ut. Hos många andra samtida konstnärer kan man dock tydligt urskilja impulser från Rudolf Steiner. Professorn i konstvetenskap Dan Karlholm menar att Hilma af Klint inte var en antroposofisk målare eller ens bara en abstrakt modernistisk konstnär. Enligt honom har hennes esoteriska bilder en egen särpräglad, snarast ultramodern, stil. Om någon klassificering skall ske, är väl Hilma af Klint att anse som en teosofisk konstnär.[källa behövs]

### Sista år
1935 flyttade Hilma af Klint och Thomasine Andersson till Lund, där Thomasine Andersson avled fem år senare. 1944 flyttade Hilma af Klint till sin kusin Hedvig af Klint som hade en villa i Djursholm utanför Stockholm. Hilma af Klint avled under hösten 1944 i sviterna av en trafikolycka.

## Konstnärskap

### Tidigt målande

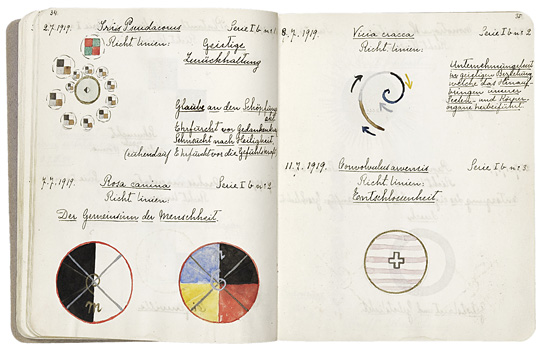
Anteckningsbok, 2–11 juli 1919.

Efter avslutade studier fick hon tillgång till en ateljé i ”Ateljébyggnaden”, som hon delade med två andra konstnärer, Alma Arnell och Lotten Rönquist. Fastigheten var dåtidens kulturella centrum i Stockholm. I samma byggnad låg även Blanchs Café och Blanchs konstsalong, där striden stod mellan Kungl. Konstakademins konventionella konstsyn och Konstnärsförbundets franskinspirerade oppositionsrörelse.

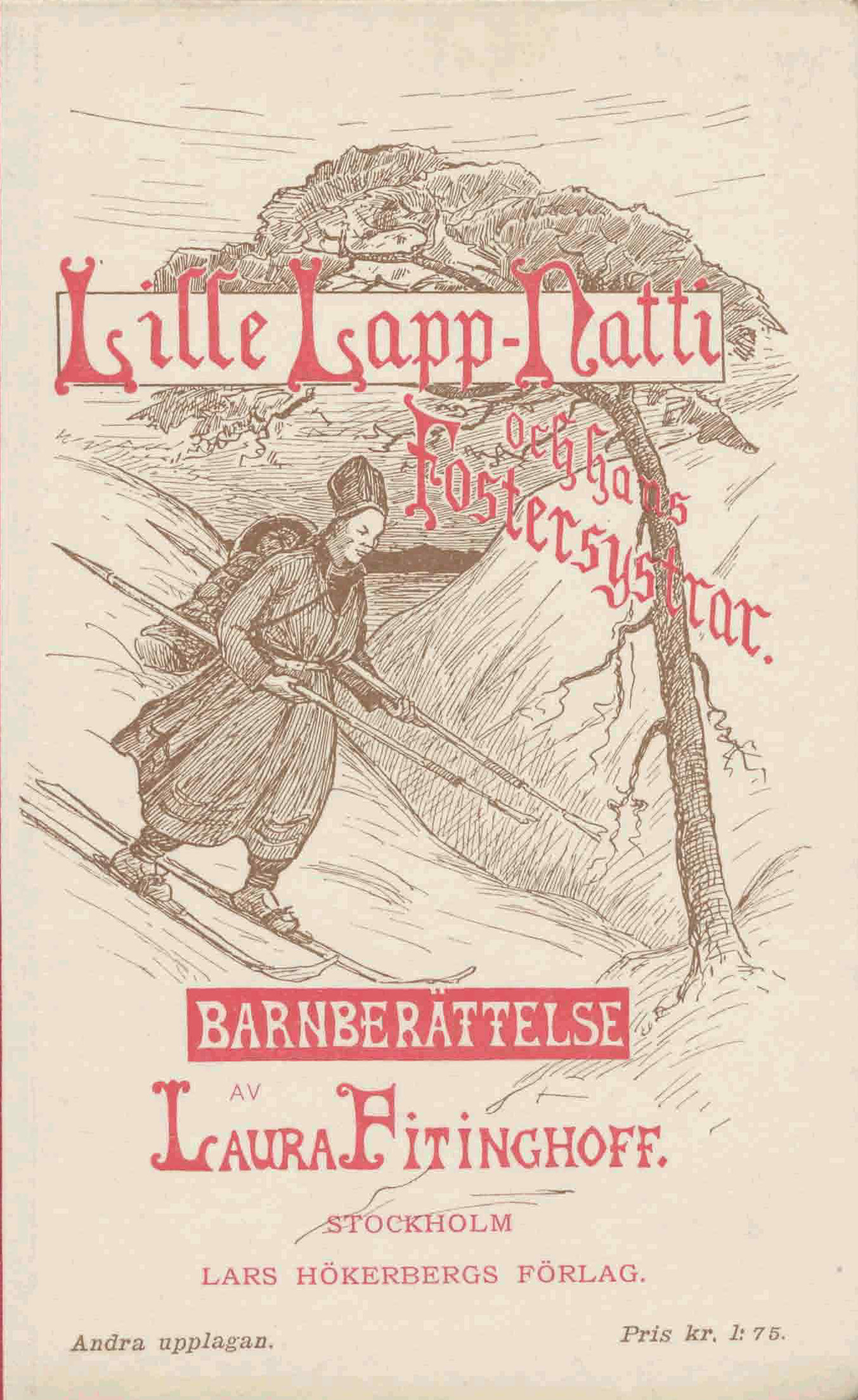
Bokomslaget till Lille Lapp-Natti, tredje upplagan 1912.

Hilma af Klint försörjde sig bland annat som porträtt- och landskapsmålare med verk utförda i olja eller akvarell. Hon höll flera utställningar, bland annat på Blanchs konstsalong och medverkade i Konst och industriutställningen i Norrköping 1906, Lundautställningen 1907, Föreningen Svenska Konstnärinnors utställning på Konstakademien 1911, Baltiska utställningen 1914, samt i flera av Konstföreningen för södra Sveriges utställningar.
1904 utkom Laura Fitinghoffs barnberättelse Lille Lapp-Natti och hans fostersystrar, med tio illustrationer av Hilma af Klint.  

### Utveckling
Efter tjugo år som en förhållandevis traditionell konstnär, började Hilma af Klint 1906 att arbeta med ett abstrakt och symboliskt formspråk utifrån inspiration från framför allt teosofin  och rosenkreuzfilosofin och senare antroposofin. Hennes abstrakta måleri förebådade konstnärer som Vasilij Kandinskij, Piet Mondrian och Kazimir Malevitj. Hon kom dock aldrig att ha någon kontakt med de etablerade abstrakta modernisterna på kontinenten.
Hilma af Klints centrala verk är serien Målningarna till Templet, som hon skapade under åren 1906–1915. De består av 193 målningar, uppdelade i ett antal serier. Mellan november 1906 och april 1908 (18 månader) skapade hon de första 111 målningarna. Hon kallade denna form av skapande för ”mediumistiskt”. Hon beskrev att hon i detta skapande hade varit ledd av en andlig dimension och att hon enbart var ett medium:
| ” | Bilderna målades genom mig direkt, utan föregående teckning och med stor kraft. Jag hade ingen aning om vad bilderna skulle framställa och ändå arbetade jag fort och säkert utan att ändra ett penseldrag. | „ |

Den främsta serien från den första perioden är De tio största, en serie gigantiska tavlor, ungefär 2,40 x 3,20 meter, som hon målade 1907. De representerar livets olika stadier, från barndomen till ålderdomen. Efter ett uppehåll mellan åren 1908–1912 tillkom ytterligare 82 målningar till verket. Från oktober 1914 till mars 1915 målade hon serien Svanen, som består av 24 mer eller mindre abstrakta målningar föreställande kampen mellan en vit och en svart svan.

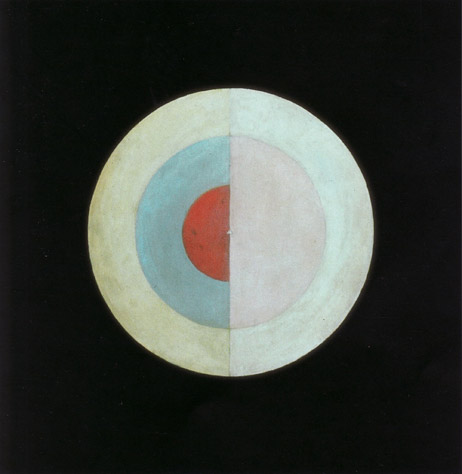
Svanen No 16, Serie SUW, Grupp 9, 1915.
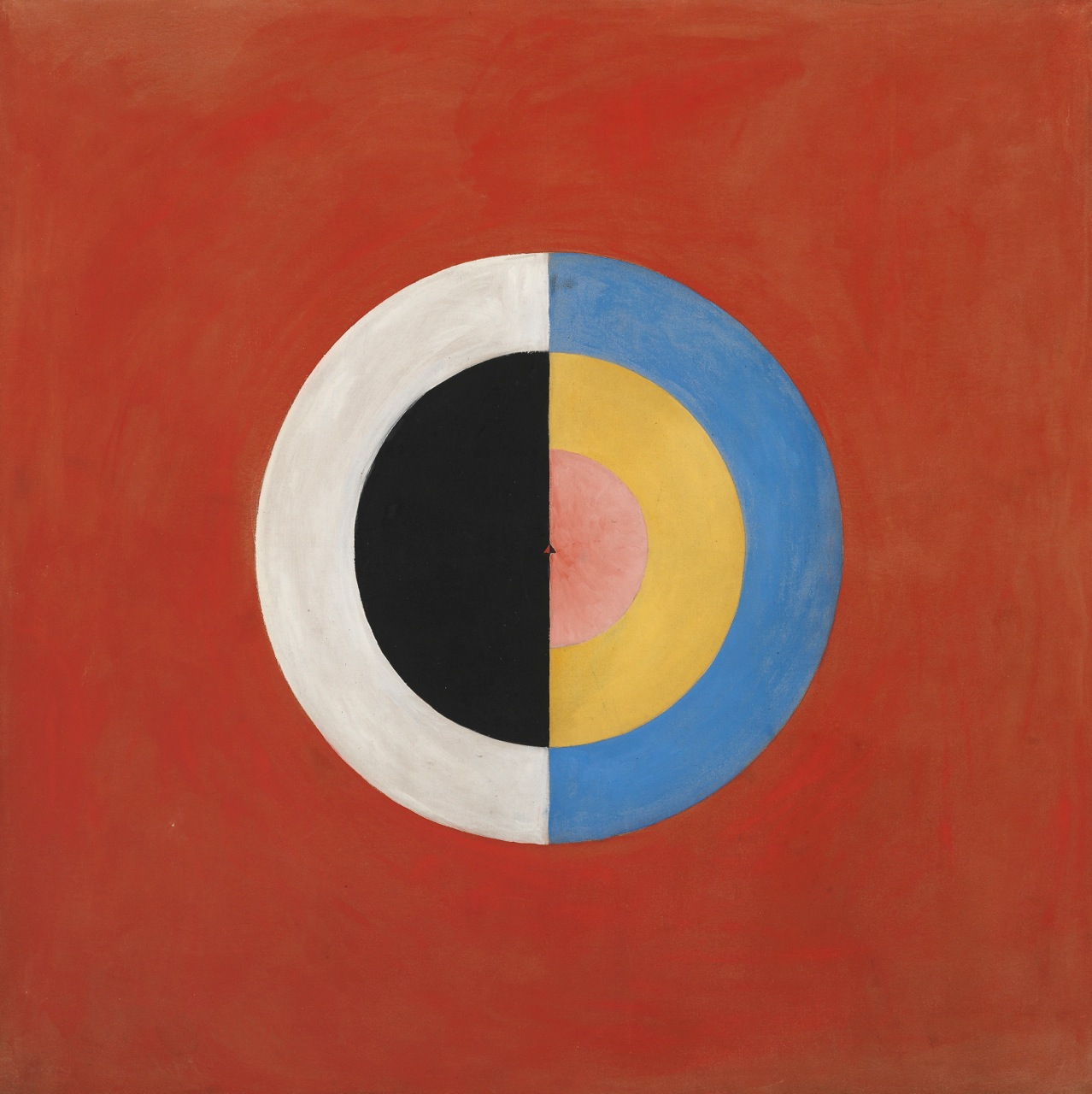
Svanen nr 17, Serie SUW, Grupp 9, 1915.
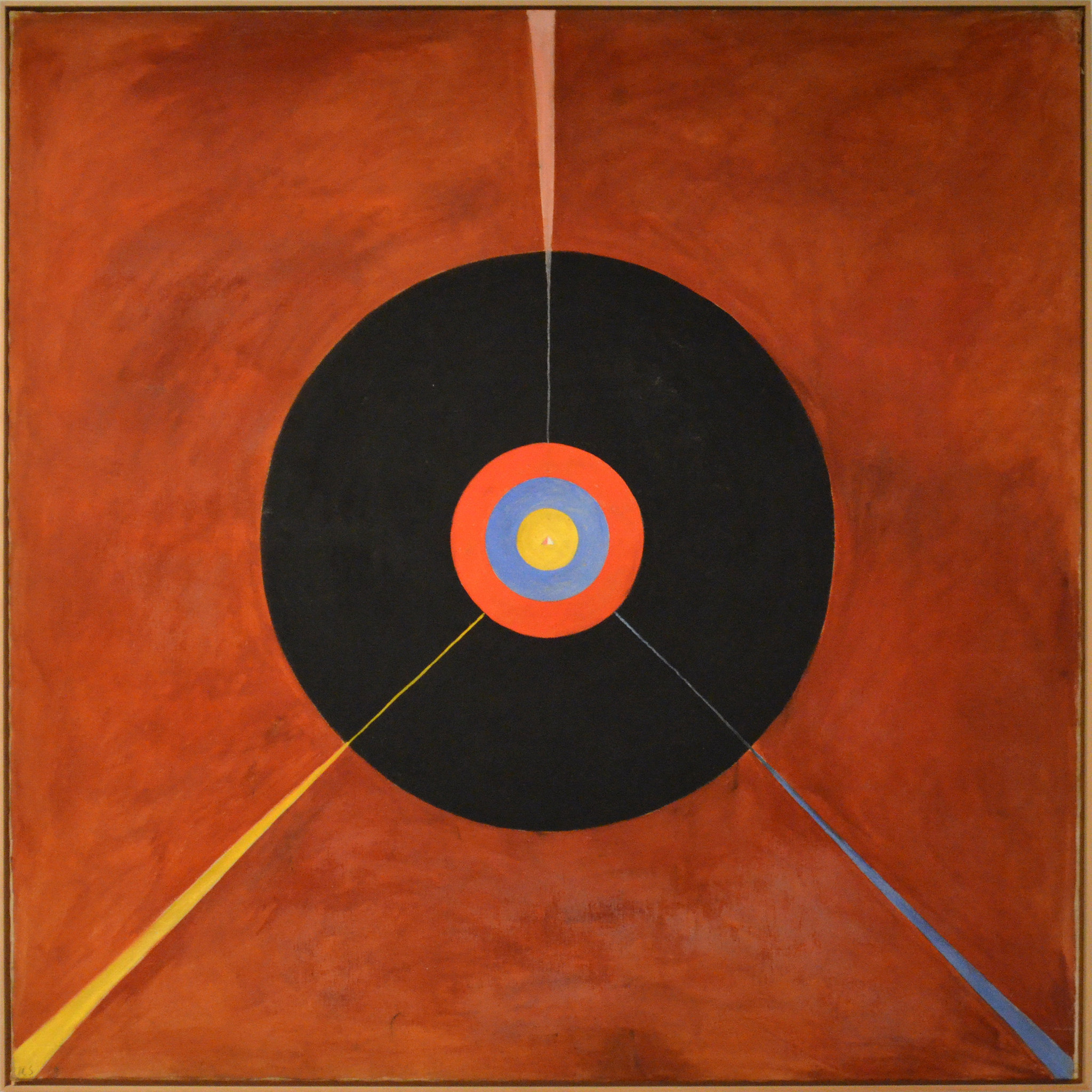
Svanen No 18, Serie SUW, Grupp 9, 1915.

Hilma af Klints tavlor är inte bara estetiska konstverk, utan fyllda av symboler som kan tydas. Verken kan således ”avläsas”, som budskap från, eller som ”portaler” till, en annan dimension. Svanen representerar till exempel det översinnliga, och står för fullbordan inom den alkemiska traditionen. Duvan, en annan serie inom Målningarna till Templet, representerar den Den Helige Anden och kärleken. Återkommande motiv är snäckan och spiralen, som står för evolution och utveckling. Även färgvalet är symboliskt: blått representerar det ”kvinnliga”, och gult det ”manliga”. Mellan, eller runtomkring, dessa två färger förekommer ofta rosa eller rött, som står för sinnlig/andlig kärlek.

### Från 1920 och framåt

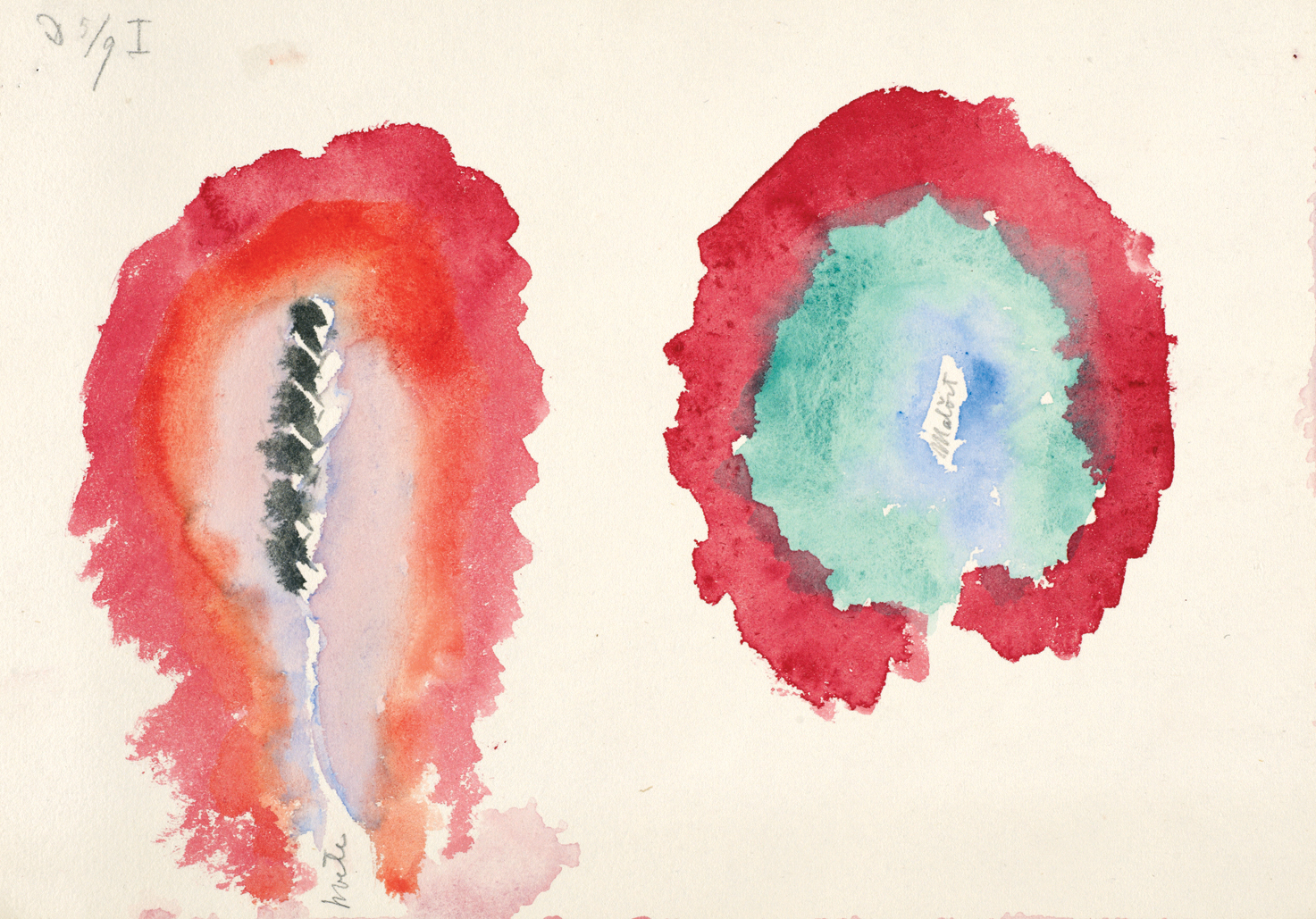
Vete och malört, 1922.

Efter 1915, när verket Målningarna till Templet var avslutat, uppvisar Hilma af Klints måleri en större tematisk variation. Från och med 1920 till 1941 målade hon främst i akvarell. Hon fortsatte måla abstrakt, men i mindre format än Målningarna till Templet. Hon målade bland annat en serie formstudier av de olika religionerna, samt avbildningar av fåglar, växter och mineraler på det esoteriska planet. I denna senare period av hennes liv kan man även avläsa en viss påverkan av antroposofiska konstnärsteorier i vissa av hennes akvareller. Hilma af Klint sökte själv förstå de mysterier hon upplevde att hon kommit i kontakt med genom sitt måleri. Idoga och seriösa försök till trots, kom hon dock aldrig till insikt.[källa behövs] Hilma af Klint förde noggranna anteckningar om sina tankar, studier och frågeställningar hela livet igenom. Hennes antecknings- och skissböcker uppgår till 124 stycken, omfattande omkring 26 000 sidor.
Hilma af Klint målade över 1 200 verk men hon visade sällan upp sina abstrakta målningar offentligt. Ofta påstås det att hon aldrig gjorde det under sin livstid för att tiden inte var mogen, men detta är ifrågasatt. Bland annat finns det belägg för att hon ställde ut abstrakta verk på en andlig konferens i London 1928. Hon testamenterade sina abstrakta verk till brorsonen, viceamiral Erik af Klint, som grundade Stiftelsen Hilma af Klints Verk 1972. Det har ofta sagts att hon i sitt testamente ska ha uppgett att hennes livsverk inte fick visas offentligt förrän tjugo år efter hennes död, men detta påstående finns inte med i hennes faktiska testamente. Dock skulle det ta cirka 40 år efter hennes död innan verken ställdes ut och under den perioden var det bara ett fåtal personer som kände till målningarnas existens. 1970 erbjöds Moderna museet i Stockholm hela hennes samling som gåva, men museet avböjde. Under 1980-talet forskade Åke Fant om hennes konst. Internationellt presenterades hennes konst första gången av Åke Fant på NORDIK-konferensen i Helsingfors 1984.

### Genombrott och förvaltande av verk
Två år senare, 1986, visades några av hennes abstrakta verk för första gången i en utställning, The Spiritual in Art, Abstract Painting 1890–1985, i Los Angeles. Denna utställning kom att bli Hilma af Klints internationella genombrott. I och med en separatutställning på Moderna Museet i Stockholm startade en ny fas i af Klints konstnärliga arv. Det är den mest omskrivna utställningen i Moderna Museets historia och gjorde af Klints konstnärskap till ett välkänt namn världen över. Med Hilma af Klint – Abstrakt pionjär på Moderna museet inleddes en omfattande kanonisering och mytbildning om Hilma af Klint. Idéhistorikern och konstvetaren Tintin Hodén har dock visat att denna mytbildning innehåller flera felaktiga påståenden. Hodén menar även att Hilma af Klints stora genombrott sammanfaller med att hon börjar porträtteras som ett konstnärligt geni.
Sedan 1972 förvaltas hennes abstrakta verk, tillsammans med alla antecknings- och skissböcker, av Stiftelsen Hilma af Klints Verk. Moderna museet i Stockholm har ett rum tillägnat Hilma af Klint i den permanenta utställningen, där de visade verken byts ut med regelbundenhet. Hon finns även representerad vid bland annat Nationalmuseum, Kungliga biblioteket, Sjöhistoriska museet, Nordiska museet, Postmuseum i Stockholm och Uppsala universitetsbibliotek
År 2025 råder sedan många år en juridisk tvist om vad som ska hända med Hilma af Klints livsverk. 

## I populärkulturen
Hilma af Klints konst inspirerade Acne Studios till deras klädkollektion sommaren 2014.
I filmen Personal Shopper av Olivier Assayas från 2016 som fick pris för bästa regi vid filmfestivalen i Cannes 2016, presenteras Hilma af Klint och hennes arbete.

## Bildgalleri
- Ett bildcollage

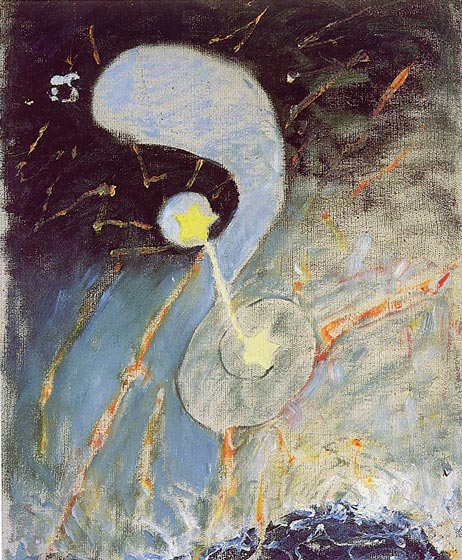
Urkaos, nr 2, serie WU, Grupp 1, 1906
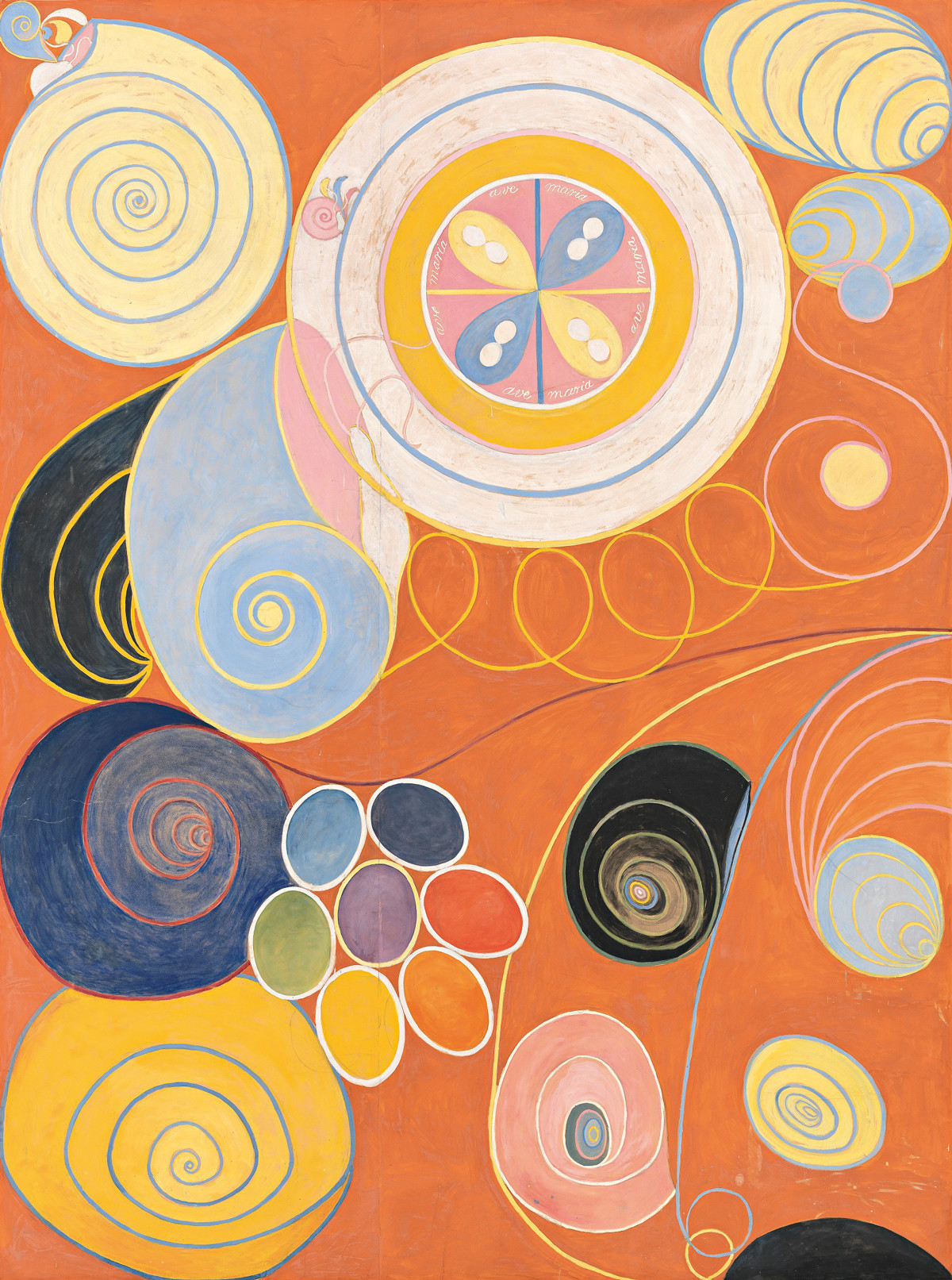
De tio största nr 3 Ynglingaåldern, Grupp 4, 1907
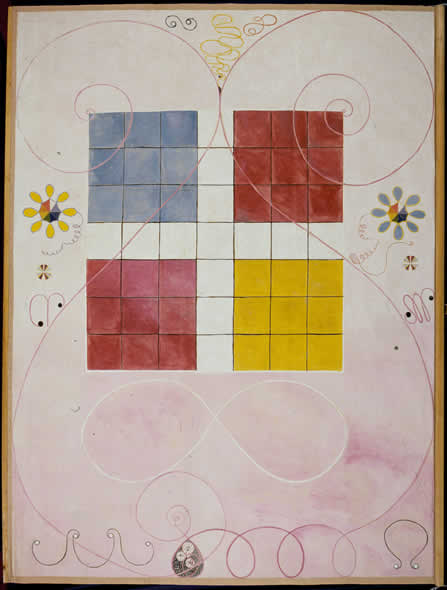
De tio största nr 10 Ålderdomen, Grupp 4, 1907
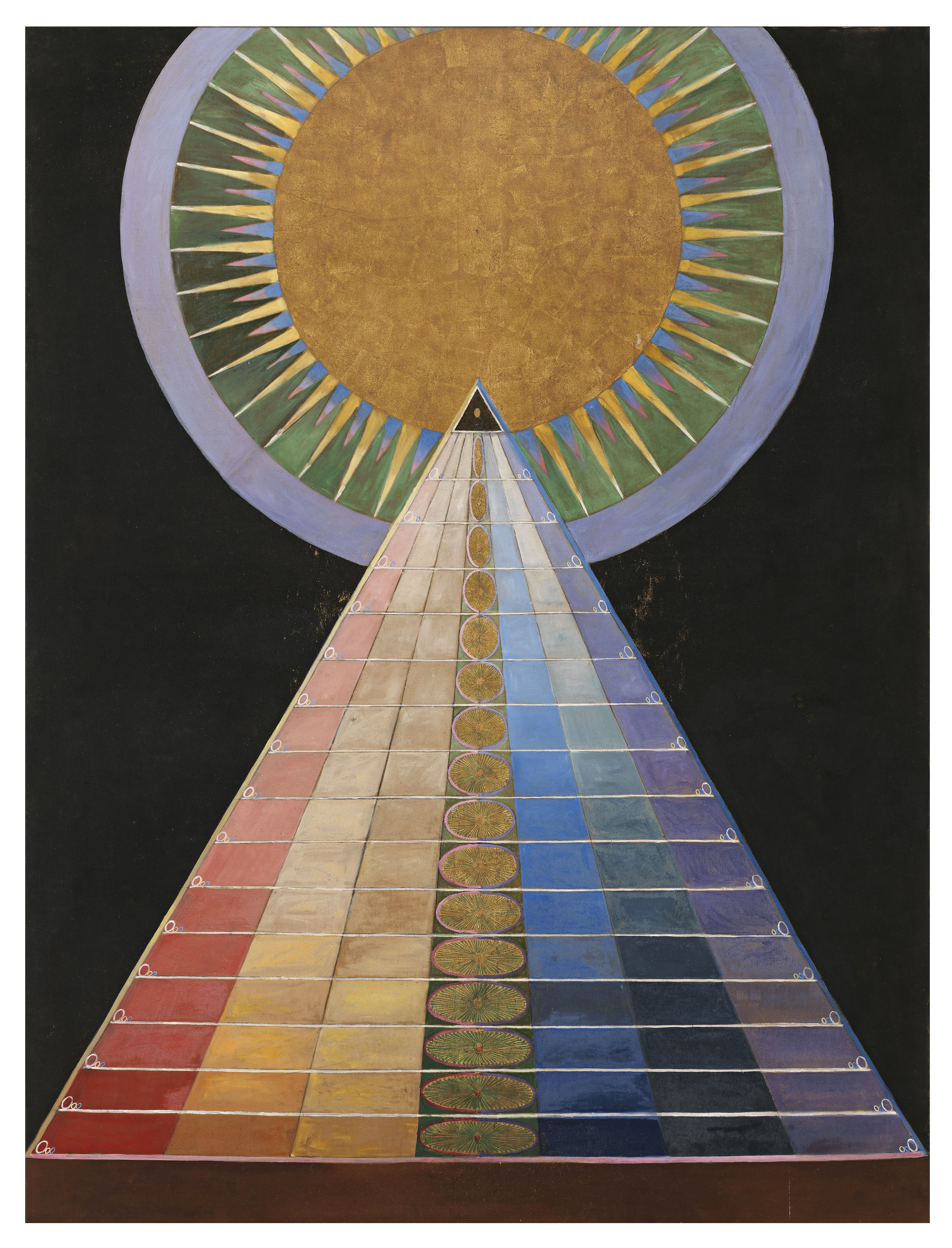
Altarbild nr 1, Grupp 10, 1907
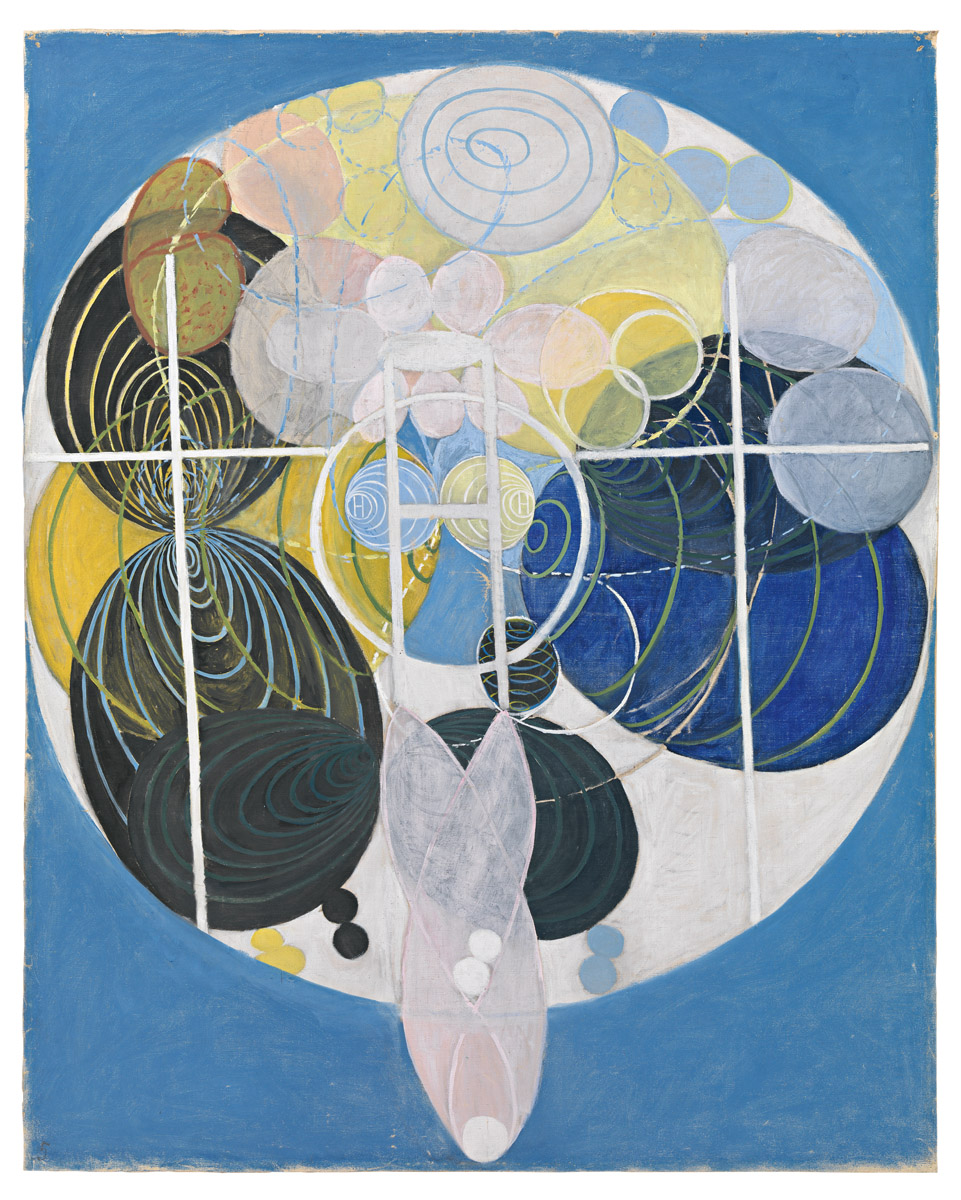
Nyckeln till hittills-varande arbete, Serie WU/Rosen, nr 5, Grupp 3, 1907
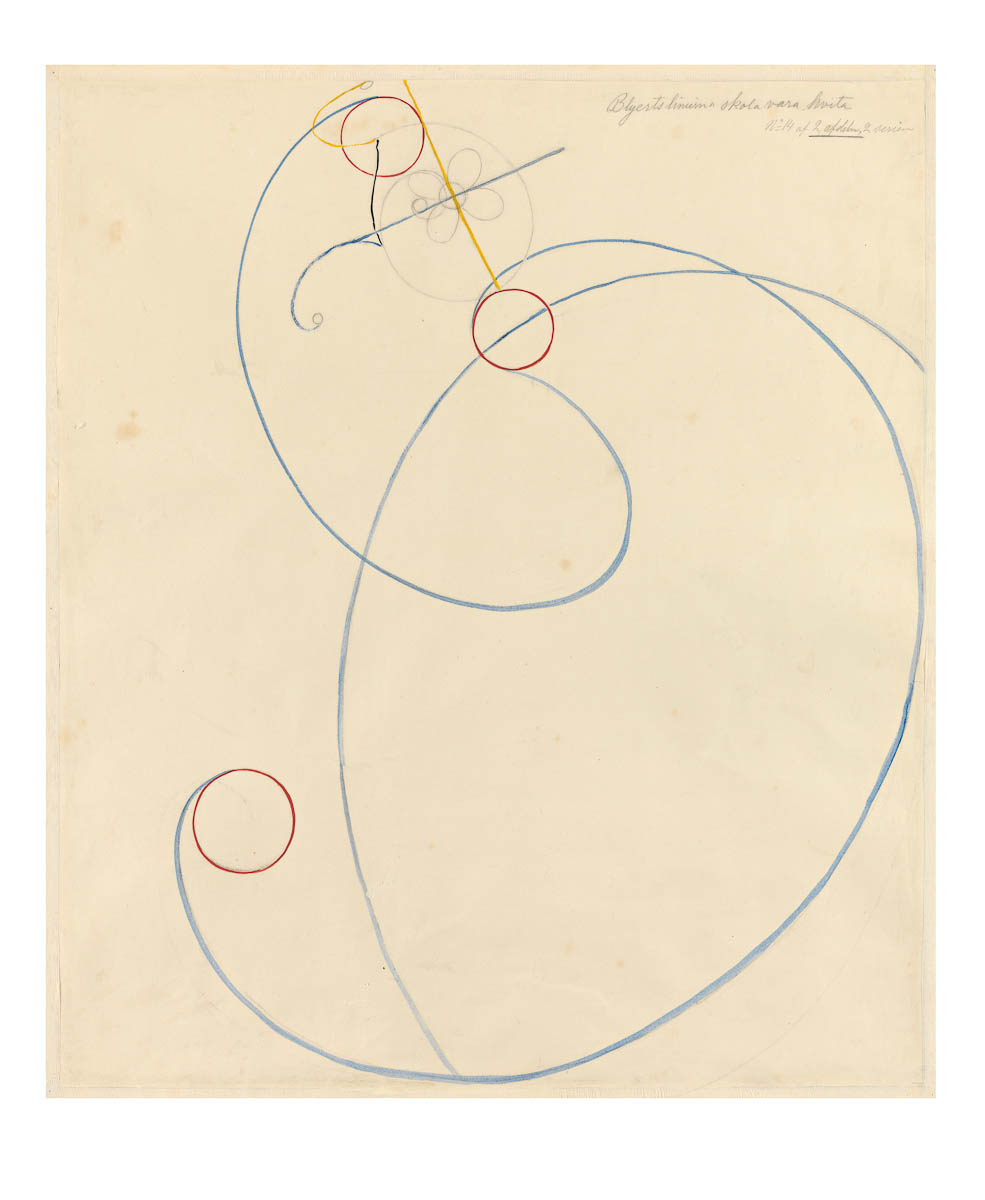
Sjustjärnan, Grupp 4, nr 14, 1908
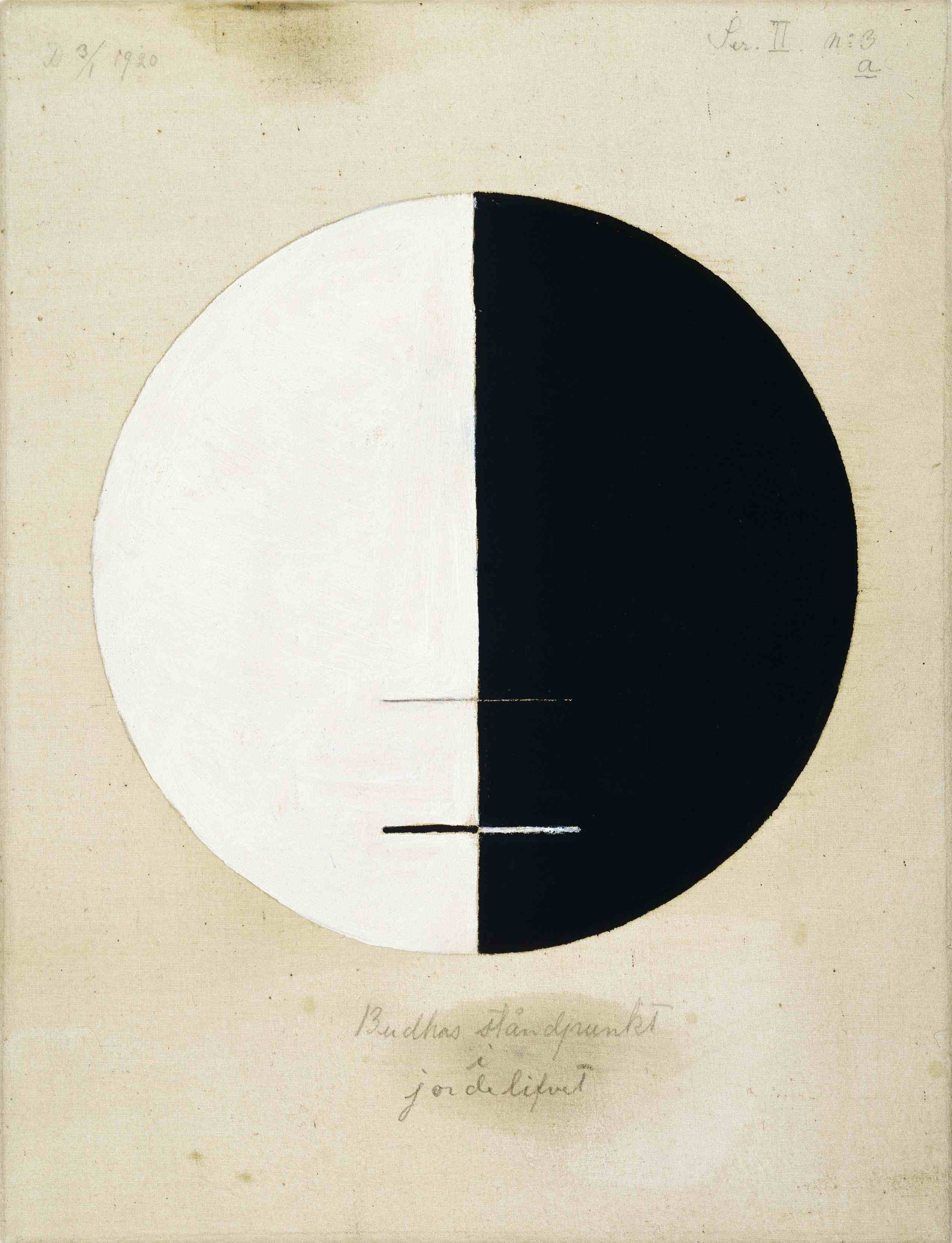
Buddhas ståndpunkt i jordelivet, serie 11, nr 3a, 1920
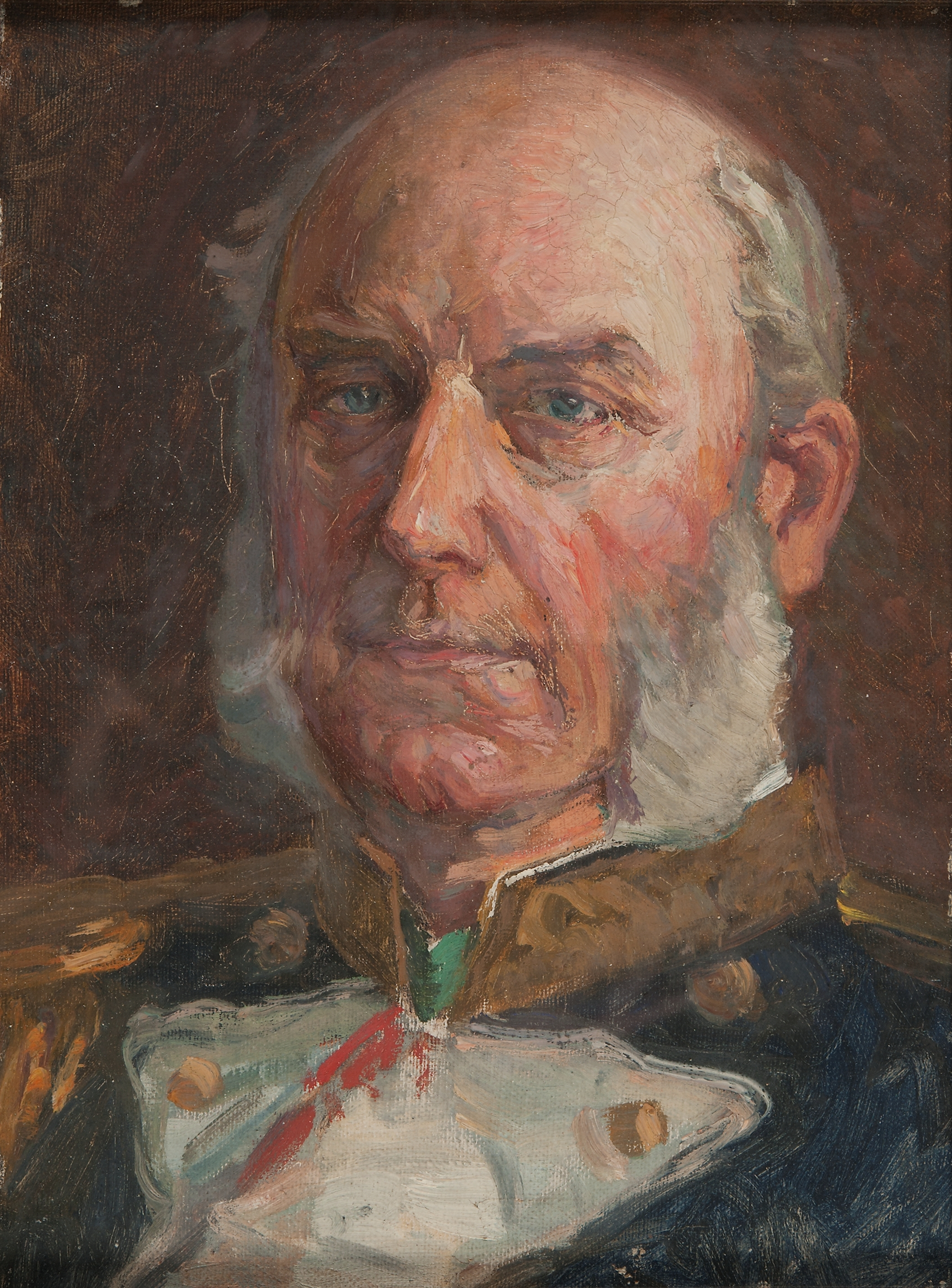
Greve Magnus Ruuth

## Utställningar (urval)
- The Spiritual in Art, Abstract Painting 1890–1985, Los Angeles County Museum of Art, USA, 23 november 1986 – 8 mars 1987 [43]. Vandringsutställning : Museum of Contemporary Art, Chicago, USA, 17 april – 19 juli 1987 ; Gemeentemuseum Den Haag, Nederländerna, 1 september – 22 november 1987
- Hilma af Klints hemliga bilder, Nordic Art Association, Sveaborg Helsingfors Finland 1988–1989
- The Secret Pictures by Hilma af Klint, Museum of Modern Art, New York, USA 1989 [44]
- Ockult målarinna och abstrakt pionjär, Moderna museet 1989–1991. Vandringsutställning : Göteborgs konsthall ; Lunds konsthall ; Fyns Kunstmuseum, Danmark.
- Okkultismus und Abstraktion, Die Malerin Hilma af Klint, Albertina, Wien, Österrike, 1991–1992. Vandringsutställning : Kunsthaus Graz, Österrike ; Moderna museet i Passau, Tyskland.
- Målningarna till templet, Liljevalchs konsthall, Stockholm 1999–2000 [45]
- The Paradise, The Douglas Hyde Gallery, Dublin, Irland 2004–2005
- 3 × Abstraction: New Methods of Drawing, The Drawing Center, New York, USA [46]. Vandringsutställning : Santa Monica Museum of Art, USA [47]; Irish Museum of Modern Art, Dublin, Irland, 2005–2006 [48]
- An Atom in the Universe, Camden Arts Centre, Storbritannien, 2006
- The Alpine Cathedral and The City-Crown, Josiah McElheny. Moderna museet, Stockholm. 1 december 2007 – 31 mars 2008 (14 målningar)
- The Message. The Medium as artist - Das Medium als Künstler, Bochum, Tyskland. 16 februari – 13 april 2008 (fyra målningar)
- Traces du Sacré Centre Pompidou, Paris, Frankrike. 7 maj – 11 augusti 2008. (sju målningar)
- Hilma af Klint – Une modernité rélévée Centre Culturel Suédois, Paris, Frankrike. 10 april – augusti 2008 (59 målningar)
- Traces du Sacré Haus der Kunst, München, Tyskland. 18 september 2008 – 11 januari 2009
- De geheime schilderijen van Hilma af Klint, Museum voor Moderne Kunst, Arnhem, Nederländerna, 7 mars – 30 maj 2010
- Beyond Colour, See! Colour! - Fyra separatutställningar på Kultur Järna i Södertälje kommun. Med bl.a. James Turrell, Rudolf Steiner, 14 maj – 2 oktober 2011[49]
- Hilma af Klint – abstrakt pionjär, Moderna museet, Stockholm. 16 februari – 26 maj 2013[50][51]. Vandringsutställning : Hamburger Bahnhof - Museum für Gegenwart, Berlin, Tyskland, 2013[52] ; Picassomuseet i Málaga, Spanien 2013-2014[53] ; Louisiana,  Humblebaek, Danmark 2014[54] ; Henie-Onstad kunstsenter, Oslo 2015 ; Kumu, Tallinn, Estland 2015
- I strömmen, Samlingsutställning som jämför Hilma af Klint med sju idag verksamma konstnärer, Lunds konsthall, Lund. 23 februari – 2 juni 2013 [55]
- Utvalda verk av Hilma af Klint ställdes ut i den Centrala Paviljongen vid den 55:e Venedigbiennalen, Italien, 1 juni – 24 november 2013[källa behövs]
- Cosa mentale - Imaginaries of Telepathy of the 20th-Century Art, Centre Pompidou, Metz, Frankrike. 28 oktober 2015 – 28 mars 2016 [56] (nio tavlor)
- Hilma af Klint : Painting the unseen, Serpentine Galleries, London, Storbritannien. 3 mars – 15 maj 2016 [57][58]
- The Keeper, New Museum of Contemporary Art, New York, USA. 20 juli – 2 oktober 2016[59]
- Beyond Stars - The Mystical Landscape from Monet to Kandinsky, Musée d'Orsay, Paris, Frankrike. 14 mars – 25 juni 2017 [60] (en tavla)
- Jardin infini. De Giverny à l’Amazonie, Centre Pompidou, Metz, Frankrike. 18 mars – 28 augusti 2017 [61] (sju tavlor)
- L’emozione dei COLORI nell’arte, Galleria civica d'arte moderna e contemporanea GAM i Turin, Italien. 14 mars – 23 juli 2017 [62]
- As Above, So Below, Irish Museum of Modern Art, Dublin, Irland. 13 april – 27 augusti 2017 [63][64]
- Intuition, Palazzo Fortuny i Venedig, Italien. 13 maj 2017 – 26 november 2017 [65]
- Göteborg International Biennial for Contemporary Art (GIBCA), Göteborgs konsthall i Göteborg. 9 september 2017 – 19 november 2017 [66]
- Hilma af Klint, Pinakoteket i São Paulo i São Paulo, Brasilien. 3 mars – 16 juli 2018 [67]
- Hilma af Klint, Solomon R. Guggenheim Museum i New York, USA. 12 oktober 2018 – 23 april 2019 [68]
- World Receivers. Georgiana Houghton - Hilma af Klint - Emma Kunz, Städtische Galerie im Lenbachhaus i München, Tyskland. 6 november 2018 – 10 mars 2019 [69]
- A New Age : The Spiritual in Art, Tel Aviv Museum of Art i Tel Aviv, Israel. 1 augusti 2019 – 1 februari 2020 [70]
- 5th Floor Collection, Museum of Modern Art i New York, USA. 22 oktober 2019 – 25 oktober 2021 [71]
- Måleri och Andlighet : Hilma af Klint - Tyra Kleen - Lucie Lagerbielke, Millesgården i Stockholm. 5 oktober 2019 – 1 mars 2020 [72]
- Hilma af Klint - Konstnär, Forskare, Medium, Moderna museet Malmö. 4 april – 27 september 2020 [73]
- Hilma af Klint - De tio största, Moderna museet, Stockholm. 22 september 2022 - 8 januari 2023 [74]
- Hilma af Klint, Guggenheim Museum Bilbao, Baskien, Spanien. 18 oktober 2024 - 2 februari 2025[75]